# Jun (Grenada)
Jun – gmina w Hiszpanii, w prowincji Grenada, w Andaluzji, o powierzchni 3,69 km². W 2011 roku gmina liczyła 3558 mieszkańców.